# أوتو كروغ
أوتو كروغ (بالنرويجية البوكمول: Otto Krogh)‏ هو مجدف نرويجي، ولد في 22 أبريل 1878 في هامار في النرويج، وتوفي في 3 مارس 1952 في أوسلو في النرويج.

## وصلات خارجية
- أوتو كروغ على موقع الاتحاد الدولي للتجديف (الإنجليزية)
- أوتو كروغ على موقع أوليمبيديا (الإنجليزية)